# Exorista penicilla
Exorista penicilla là một loài ruồi trong họ Tachinidae.